# Baktejaure (Sorsele socken, Lappland)
Baktejaure är en sjö i Sorsele kommun i Lappland och ingår i Umeälvens huvudavrinningsområde. Sjön har en area på 0,166 kvadratkilometer och ligger 747,1 meter över havet. Baktejaure ligger i Vindelfjällen Natura 2000-område.

## Delavrinningsområde
Baktejaure ingår i det delavrinningsområde (734315-147204) som SMHI kallar för Mynnar i Tärnaån. Medelhöjden är 825 meter över havet och ytan är 13,16 kvadratkilometer. Det finns inga avrinningsområden uppströms utan avrinningsområdet är högsta punkten. Vattendraget som avvattnar avrinningsområdet har biflödesordning 3, vilket innebär att vattnet flödar genom totalt 3 vattendrag innan det når havet efter 442 kilometer. Avrinningsområdet består mestadels av öppen mark (16 procent) och kalfjäll (79 procent). Avrinningsområdet har 0,61 kvadratkilometer vattenytor vilket ger det en sjöprocent på 4,7 procent.